# Corine Mauch

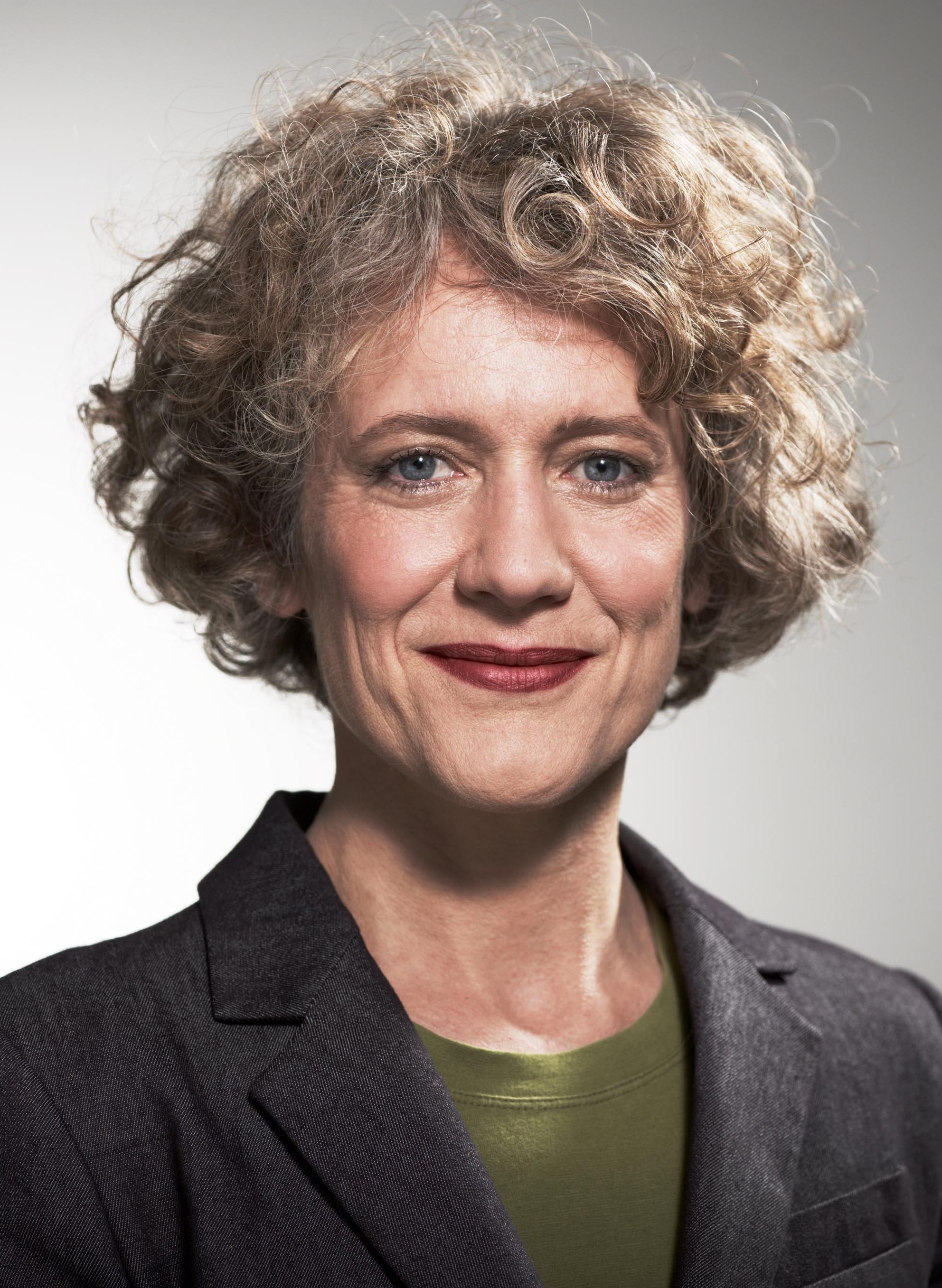
Corine Mauch (2008/2009)

Corine Barbara Mauch (* 28. Mai 1960 in Iowa City, Vereinigte Staaten; heimatberechtigt in Teufenthal und Zürich) ist eine Schweizer Politikerin (SP). Sie ist seit Mai 2009 Stadtpräsidentin von Zürich.

## Leben und Wirken

### Herkunft
Corine Mauch wurde als schweizerisch-US-amerikanische Doppelbürgerin im US-Bundesstaat Iowa als Tochter des Ingenieurs Samuel und der Chemielehrerin Ursula Mauch (geb. Widmer) geboren. Mit zwei jüngeren Brüdern wuchs sie in Boston auf, wo ihr Vater am Massachusetts Institute of Technology als Doktorand arbeitete. In der Schweiz verbrachte sie ihre Kindheit im Kanton Aargau in Oberlunkhofen mit knapp 500 Einwohnern, wo sie und ihre Brüder in der Schule die einzigen protestantischen Kinder waren.
Ende 2012 hat sie die US-amerikanische Staatsbürgerschaft abgegeben, da sie sich viel stärker mit der Schweiz verbunden fühle. Ihre Mutter Ursula Mauch war 1979–1995 Aargauer SP-Nationalrätin und ihr Vater Samuel Mauch gründete 1967 in Baden das damals linksfreisinnige Team 67 mit. Ihr Onkel mütterlicherseits ist der Unternehmer Hans Widmer.

### Ausbildung und berufliche Tätigkeiten
Corine Mauch hat an der ETH Zürich studiert und mit dem Diplom als Agrarökonomin abgeschlossen. Sie studierte Sinologie an der Universität Zürich und verfügt über einen Master in Politik- und Verwaltungswissenschaften der Universität Lausanne/IDHEAP.
Während vier Jahren war Mauch Abfall- und Umweltbeauftragte der Stadt Uster und arbeitete unter anderem als Leiterin der Geschäftsstelle SAGUF (Schweizerische Akademische Gesellschaft für Umweltforschung und Ökologie) und als Projektleiterin beim Büro Interface Politikstudien Luzern. Vor ihrem Amtsantritt als Stadtpräsidentin war Corine Mauch als Projektleiterin für Evaluationen und Wirkungskontrollen bei den Parlamentsdiensten der Bundesversammlung tätig.

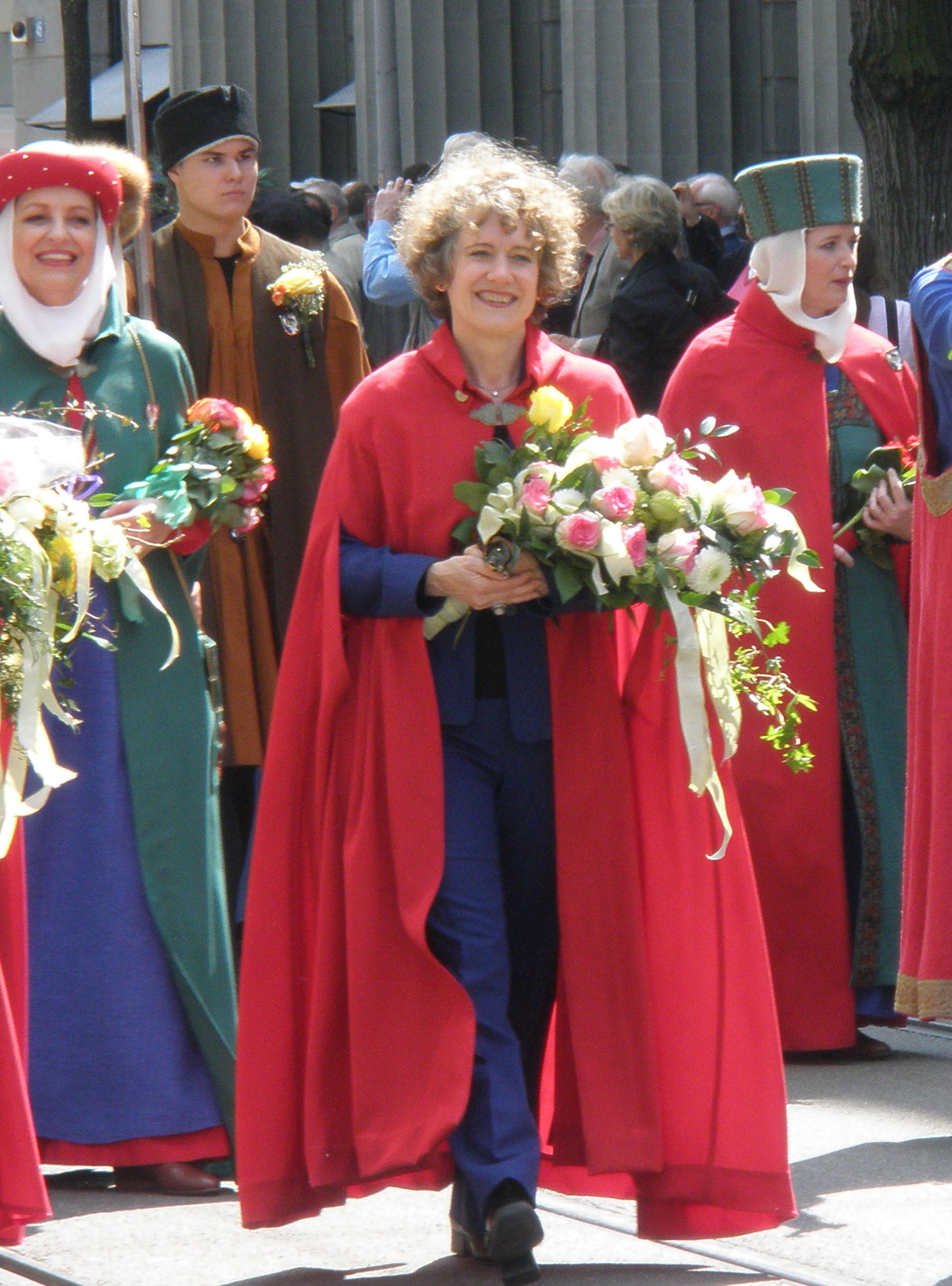
Corine Mauch am Sechseläuten in Zürich (2010)

### Politik
Mauch gehört seit 1990 der SP an. Ab 1999 war sie Mitglied des Gemeinderats von Zürich, unter anderem als Präsidentin der Rechnungsprüfungskommission, ab Oktober 2008 war sie Fraktionspräsidentin.
Corine Mauch setzt ihre politischen Schwerpunkte in der Energie-, Umwelt- und Planungspolitik. Zentrales Anliegen ihrer Tätigkeit als Gemeinderätin war die Aufnahme des Ziels der 2000-Watt-Gesellschaft in die Gemeindeordnung der Stadt Zürich, was insbesondere die verstärkte Nutzung erneuerbarer Energiequellen und den effizienteren Umgang mit Energie beinhaltet, aber auch den Ausstieg der Stadt aus der Kernenergie vorschreibt.
Bereits als Gemeinderätin beschäftigte sie sich darüber hinaus mit Kulturpolitik, einer der Kernaufgaben der Stadtpräsidentin.
Sie nimmt auch politisch Einfluss auf gleichgeschlechtliche Themen, wie beispielsweise Forderungen während des Wahlkampfes nach Unterstützung schwullesbischer Kulturprojekte oder dass Homosexualität im Rahmen des gesamten Schulunterrichts als gleichwertige Lebensform Eingang finden soll.

### Wahl ins Stadtpräsidium
Sie wurde am 2. Dezember 2008 von der Sozialdemokratischen Partei der Stadt Zürich zur Kandidatin für die Nachfolge des zurücktretenden Stadtpräsidenten Elmar Ledergerber nominiert. Im ersten Wahlgang am 8. Februar 2009 lag ihre Gegnerin Kathrin Martelli von der FDP mit rund 1300 Stimmen vor Mauch, ohne das absolute Mehr zu erreichen, im zweiten Wahlgang am 29. März 2009 wählten 41'745 Zürcher Corine Mauch zur ersten Stadtpräsidentin von Zürich. Am 7. März 2010, 9. Februar 2014, 4. März 2018 und 13. Februar 2022 wurde Mauch wiedergewählt. Bei den Wahlen 2026 tritt sie nicht mehr an. Die Delegierten der Stadtzürcher SP haben den bisherigen Stadtrat Raphael Golta als Kandidaten für ihre Nachfolge nominiert. Aber auch der Stadtratskandidat Ueli Bamert (SVP) und der FDP-Politiker Përparim Avdili wollen fürs Präsidium kandidieren.

### Privates
Corine Mauch lebt mit ihrer langjährigen Lebenspartnerin, der Musikerin Juliana Maria Müller, im Zürcher Quartier Unterstrass. Im April 2014 haben sie ihre Partnerschaft eintragen lassen.